# Степанищев, Владимир Павлович
Владимир Павлович Степанищев  (12.11.1947,Мурманск — 09.12.2016,Сумы) — бригадир комплексной бригады строительно-монтажного поезда № 696 управления строительства «БАМстройпуть» Министерства транспортного строительства СССР, Читинская область. Герой Социалистического Труда (25.10.1984). Лауреат Премии Ленинского комсомола (1979)

## Биография
Родился 12 ноября 1947 года в городе Мурманск. После окончания семилетней школы работал на стройках Мурманска.
В 1974 году, когда объявили Всесоюзной ударной комсомольской стройкой Байкало-Амурскую магистраль (БАМ), он поехал в Москву и добился зачисления в ударный комсомольский отряд «Московский комсомолец». Осенью того же года прибыл на строительство БАМа  в посёлок Тындинский (с ноября 1975 года — город Тында) Амурской области, где был сформирован  строительно-монтажный поезд (СМП) №573 треста «Тындатрансстрой». Перед посланцами Москвы руководство стройки поставило сразу же целевую задачу — к концу года подготовить лучшую бригаду для высадки первого десанта на трассу будущей магистрали. Началось соревнование. Обладавший характером лидера В.П. Степанищев возглавил одну из бригад в СМП. Его мастерство стало формироваться ещё на рубке просеки, и он смог доказать всем превосходство своей бригады над другими.
Владимир Степанищев от имени десантников заверяет, что руководимая им бригада самоотверженным трудом оправдает высокое доверие отряда «Московский комсомолец» — быть первыми на Кувыкте.
17 декабря 1974 года бригада Степанищева отправилась в свой первый трудовой десант в посёлок Кувыкта Тындинского района. Обустроив посёлок для будущей станции, бригада ушла дальше, на следующую станцию Хорогочи. Переквалифицировавшись, они занялись строительством водопропускных труб. Именно на их возведении и приобрёл славу трудовой коллектив Степанищева. Сотни малых искусственных сооружений различной сложности смонтировала его бригада на трассе. В сводках тех лет, на страницах печати, в передачах по радио его имя постоянно значилось в числе лучших.
Позже назначен командиром отряда имени XXVI съезда КПСС из Украинской ССР и переехал на  место дислокации отряда в посёлок Икабья Каларского района Читинской области (ныне Забайкальского края).
Возглавил бригаду монтажников водопропускных труб СМП-696 Управления строительства «Бамстройпуть». Под его руководством смонтировано 11 железобетонных труб на участке Кодар — Балбухта, 14 труб на обходе Кодарского тоннеля, самого высокогорного тоннеля на БАМе. За успехи, достигнутые при строительстве и эксплуатации Байкало-Амурской железнодорожной магистрали, в 1981 году награждён орденом Трудового Красного Знамени.
В августе 1984 года бригада Степанищева смонтировала последнюю, «золотую трубу», что позволило беспрепятственно вести укладку главного пути Байкало-Амурской магистрали.
Указом Президиума Верховного Совета СССР от  25 октября 1984 года за выдающиеся производственные успехи, достигнутые при сооружении Байкало-Амурской магистрали, обеспечение досрочной укладки главного пути на всём её протяжении и проявленный трудовой героизм Степанищеву Владимиру Павловичу присвоено звание Героя Социалистического Труда с вручением ордена Ленина и золотой медали «Серп и Молот».
Ещё перед стыковкой, произошедшей 1 октября 1984 года, Владимир Павлович передал свою бригаду другому, а сам был назначен заместителем начальника СМП-696 управления строительства «Бамстройпуть». В этой должности он сдавал объекты БАМа в постоянную эксплуатацию.
В дальнейшем трудился в СМП-574 треста «Тындатрансстрой», строил железнодорожную ветку Беркакит — Томмот — Якутск (Амуро-Якутская магистраль), был участником укладки первого «серебряного» звена на новой линии. 11  апреля 1985 года – это дата в историю Амуро-Якутской магистрали вошла как дата начала строительства железной дороги Беркакит — Томмот — Якутск. Строители БАМа, бойцы отряда «Якутский комсомолец», приступили к строительству железной дороги «Беркакит — Томмот — Якутск» протяженностью 830 км, уложив символическое «серебряное звено» на 16-м километре ветки Беркакит — Угольная. Pаместитель начальника СМП-574, Герой Социалистического Труда Владимир Павлович Степанищев вручил командиру отряда «Якутский комсомолец» Алексею Иванченко и комиссару отряда Виктору Яковлеву символический ключ. Ключ, разделённый на две половинки, предстояло соединить в городе Якутске, когда первый поезд придет в столицу республики.
В 1988 году переехал в город Сумы Украинской ССР (ныне Украина). Уже будучи на пенсии, участвовал в строительстве Олимпийского комплекса «Сочи».
Умер 9 декабря 2016 года. Похоронен в городе Сумы.
В.П. Степанищев был прекрасным и по-своему интересным человеком. Любил поэзию, дружил с гитарой, местными поэтами и бардами, но главное – любил свою работу, которая обласкала и возвысила его.

## Награды
- Золотая медаль «Серп и Молот»(25.10.1984)
- Орден Ленина (25.10.1984)
- Орден Трудового Красного Знамени (05.02.1981)
- Медаль «За трудовое отличие»
- Медаль «Ветеран труда»
- Медаль «За строительство Байкало-Амурской магистрали»(1978)
- Лауреат Премии Ленинского комсомола (1979);

## Память
- На могиле установлен надгробный памятник